# Scott Hannan
Kenneth Scott Hannan (* 23. Januar 1979 in Richmond, British Columbia) ist ein ehemaliger kanadischer Eishockeyspieler. Der Verteidiger absolvierte über 1000 Spiele in der National Hockey League, den Großteil davon für die San Jose Sharks, die ihn in der ersten Runde des NHL Entry Draft 1997 ausgewählt hatten. Mit der kanadischen Nationalmannschaft gewann er die Goldmedaille beim World Cup of Hockey 2004 sowie die Silbermedaille bei der Weltmeisterschaft 2005.

## Karriere
Hannan begann seine Karriere als Juniorenspieler in der British Columbia Amateur Hockey Association bei den Surrey Flyers, ehe er in der Saison 1994/95 seine ersten zwei Spiele in der Western Hockey League, eine der drei großen Juniorenligen in Kanada, bei den Tacoma Rockets absolvierte. Nach der Saison zog das Team nach Kelowna um und nannte sich fortan Kelowna Rockets. Dort bestritt Hannan seine erste komplette Saison, die von der Punkteausbeute mager ausfiel. In der Saison 1996/97 glänzte er mit guten Ergebnissen als punktender Verteidiger und wurde im NHL Entry Draft 1997 von den San Jose Sharks in der ersten Runde an Position 23 ausgewählt.

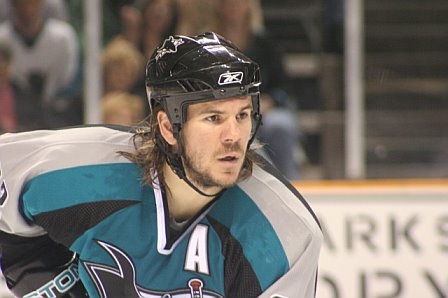
Hannan als Assistenzkapitän der San Jose Sharks

In der Saison 1997/98 spielte Hannan zwar seltener, erzielte aber zehn Tore in 47 Spielen und bereitete 30 Tore vor. Zu Beginn der Saison 1998/99 durfte Hannan fünf Spiele in der National Hockey League absolvieren und erzielte zwei Assists. Außerdem spielte er zwei Mal für das Farmteam der Sharks, die Kentucky Thoroughblades in der American Hockey League. Danach wurde er wieder zurück in die WHL geschickt, wo er den Rest der Saison verbrachte und seinen persönlichen Punkterekord auf 45 verbesserte. Zudem wurde er ins West First All-Star Team der WHL gewählt. In der Saison 1999/2000 stieg er endgültig zu den Profis auf und seine Einsätze teilten sich zwischen den San Jose Sharks und dem Farmteam in Kentucky etwa gleich auf. Es gelang ihm sein erster Treffer in der NHL. Ab der folgenden Saison war er festes Mitglied des NHL-Kaders. Während er sich in der WHL als guter Scorer präsentierte, entwickelte sich Hannan in der NHL zu einem Defensivspezialisten. In den folgenden Jahren erreichte er stets einen Wert um 20 Punkte. In der Spielzeit 2003/04 starteten die San Jose Sharks von Platz zwei in der Western Conference in die Playoffs und kamen bis ins Conference-Finale, in denen sie an den Calgary Flames scheiterten. Dies bedeutete den bis zum damaligen Zeitpunkt größten Erfolg in der Geschichte der kalifornischen Mannschaft.
Hannan entwickelte sich bis Ende der Spielzeit 2006/07 zu einem der Führungsspieler im Team der Nordkalifornier. Hinter Mannschaftskapitän Patrick Marleau und neben Joe Thornton war er Alternativkapitän der San Jose Sharks. Nach der Saison verließ er als Free Agent die Sharks und unterschrieb einen Dreijahresvertrag bei der Colorado Avalanche. Nachdem er im August 2012 einen Kontrakt bei den Nashville Predators unterzeichnet hatte, folgte am 3. April 2013 die Rückkehr zu den San Jose Sharks, wofür die Predators ein leistungsbedingtes Wahlrecht erhielten.
Früh in der Saison 2014/15 absolvierte Hannan sein 1000. Spiel in der NHL. Nach Saisonende wurde sein auslaufender Vertrag nicht verlängert. Im Februar 2016 verkündete Hannan kurz nach seinem 37. Geburtstag offiziell das Ende seiner aktiven Karriere.

### International
Hannan lief für sein Heimatland Kanada beim World Cup of Hockey 2004 auf und gewann mit dem Team die Goldmedaille. Zudem konnte er bei der Weltmeisterschaft 2005 die Silbermedaille gewinnen.

## Erfolge und Auszeichnungen
- 1999 WHL West First All-Star Team
- 2004 Goldmedaille beim World Cup of Hockey
- 2005 Silbermedaille bei der Weltmeisterschaft

## Karrierestatistik

### International
Vertrat Kanada bei:
- World Cup of Hockey 2004
- Weltmeisterschaft 2005

(Legende zur Spielerstatistik: Sp oder GP = absolvierte Spiele; T oder G = erzielte Tore; V oder A = erzielte Assists; Pkt oder Pts = erzielte Scorerpunkte; SM oder PIM = erhaltene Strafminuten; +/− = Plus/Minus-Bilanz; PP = erzielte Überzahltore; SH = erzielte Unterzahltore; GW = erzielte Siegtore; 1 Play-downs/Relegation; Kursiv: Statistik nicht vollständig)